# سالامی

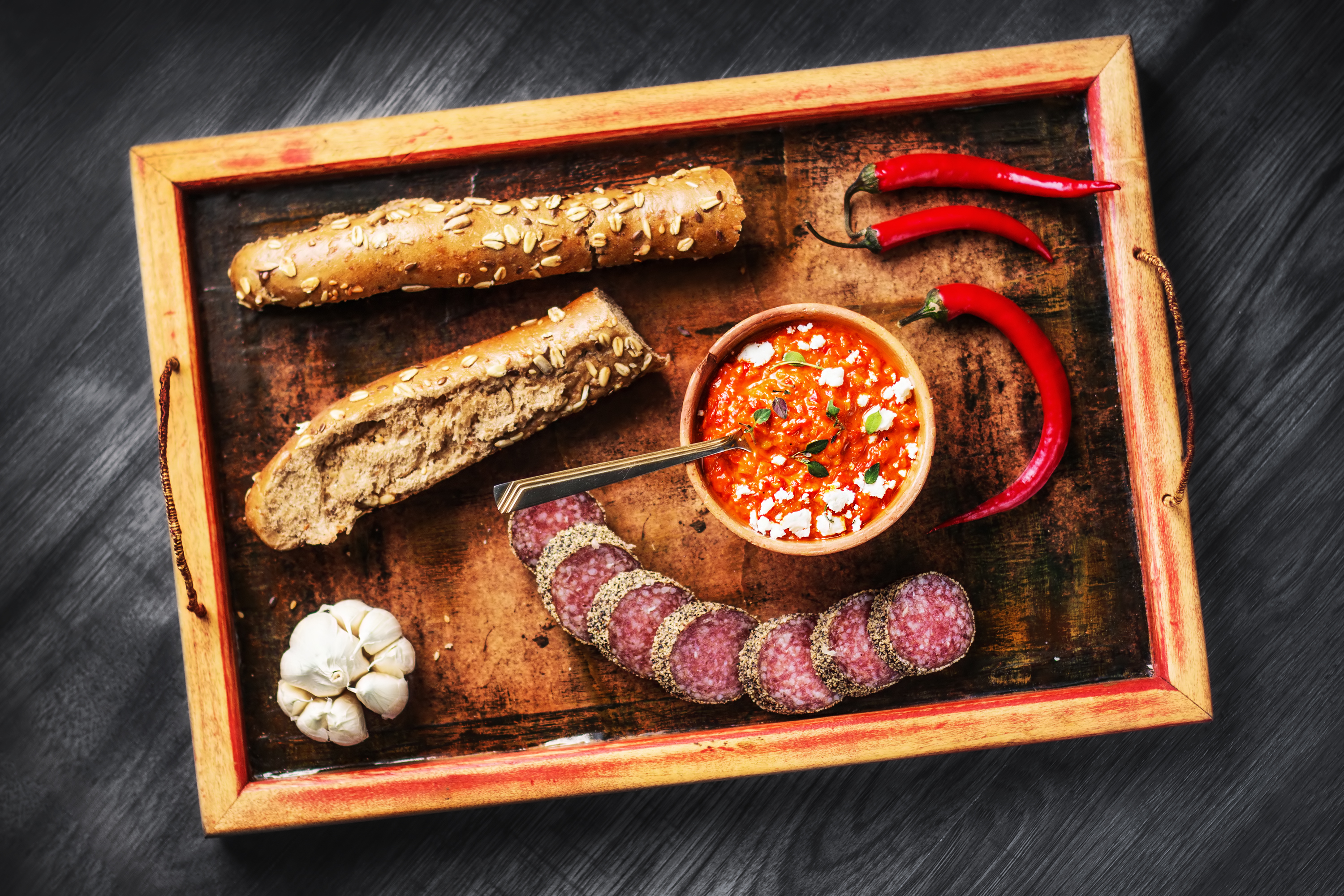
تکه های سالامی با نان و سس

سالامی یک فراورده گوشتی است که در فرایندهایی شامل تخمیر و خشکاندن در برابر هوا، تولید می‌شود. ماده اصلی آن ممکن است از گوشت خوک یا گوشت گوساله باشد. این ماده غذایی به دلیل قابلیت فسادناپذیری‌اش که امکان ذخیره‌سازی آن را برای زمانهای طولانی ممکن می‌سازد در بین روستاییان جنوب اروپا محبوب بوده‌است. سالامی ممکن است بیشتر از ۴۰ روز در دمای اتاق سالم بماند. انواع مختلف سالامی به صورت سنتی در ایتالیا، فرانسه، سوئد، مجارستان، آلمان، اسپانیا، صربستان، اسلوونی، رومانی، لهستان، بلغارستان و ترکیه تولید می‌شوند.